# مرس الكوار (ولاد اسبايطة)
مرس الكوار هو دُوَّار يقع بجماعة الخلوة، عمالة طنجة أصيلة، جهة طنجة تطوان الحسيمة في المملكة المغربية. ينتمي الدوّار لمشيخة ولاد اسبايطة التي تضم 8 دواوير. يقدر عدد سكانه بـ 156 نسمة حسب الإحصاء الرسمي للسكان والسكنى لسنة 2004.

## روابط خارجية
- البوابة الوطنية للجماعات الترابية نسخة محفوظة 12 مارس 2018 على موقع واي باك مشين.
- المندوبية السامية للتخطيط